# Mückenzikaden
Mückenzikaden (Tropiduchidae) sind eine weltweit mehr als 380 Arten umfassende Gruppe der Zikaden innerhalb derer sie zu den Fulgoromorpha gestellt werden. Ihr Verbreitungsschwerpunkt liegt in den Tropen und Subtropen. Derzeit werden zwei Unterfamilien unterschieden: Elicinae und Tropiduchinae. In Europa kommen nur Vertreter der Tropiduchinae mit zwei Gattungen mit 3 Arten vor: Ommatissus binotatus, Sechspunkt-Mückenzikade (Trypetimorpha occidentalis) und Vierpunkt-Mückenzikade (Trypetimorpha fenestrata), die letzteren zwei Arten kommen auch in Teilen von Mitteleuropa vor. Omatissus lybicus ist im Nahen Osten ein bedeutender Schädling der Dattelpalme.